# Шварц, Людвиг Эдуардович
Лю́двиг Эдуа́рдович Шварц (при рождении Петер Карл Людвиг Шварц, нем. Peter Carl Ludwig Schwarz; 23 мая (4 июня) 1822, Данциг, Пруссия — 17 (29) сентября 1894, Юрьев) — российский астроном, ученик Т. Клаузена и В. Я. Струве директор Дерптской обсерватории, член Русского Географического общества и Русского Астрономического общества. Людвиг Шварц был мужем эстонской художницы Юлии Хаген-Шварц, зятем художника Августа Маттиаса Хагена и профессора Бернгарда Августовича Кербера.

## Биография
Родился 23 мая (4 июня) 1822 года в Данциге, но вырос в Санкт-Петербурге, где его отец был малоизвестным актёром одного из столичных театров. В возрасте десяти лет был отдан в немецкую гимназию Петришуле, которую окончил с отличием в 1841 году. Он оказался настолько выдающимся учеником, что Попечительский совет Петришуле решил из своих средств обеспечить его дальнейшее образование. Эта стипендия позволила Шварцу в течение пяти лет — в 1841—1846 годах — учиться на физико-математическом отделении философского факультета Дерптского университета.
В университетской обсерватории, под руководством Клаузена, с первых месяцев учёбы Шварц занялся астрономическими исследованиями. В 1846 году, по окончании университета, был оставлен в обсерватории ассистентом. Возможности Дерптской обсерватории были весьма ограничены, но сравнительно недалеко, в Петербурге находился один из крупнейших мировых астрономических центров — Пулковская обсерватория. Учёные из Дерпта были здесь частыми гостями. Чаще остальных здесь бывал Шварц.
В 1849 году директор Петербургской обсерватории В. Я. Струве рекомендовал Шварца астрономом в «Забайкальскую» научную экспедицию, которая была организована Русским Географическим обществом для изучения Приамурья. Экспедиция продолжалась четыре года и девять месяцев и успешно закончилась в 1852 году. В её составе Шварц открыл и описал Верхнезейскую равнину, хребет Турана. Когда экспедиция разделилась, Шварц в одиночку, без проводников, с поврежденной ногой, в течение двух месяцев исследовал верхнее течение Гонама (бассейн Алдана) и собрал первые сведения об Алданском нагорье. В завершении всего, Шварц составил итоговую карту экспедиции.

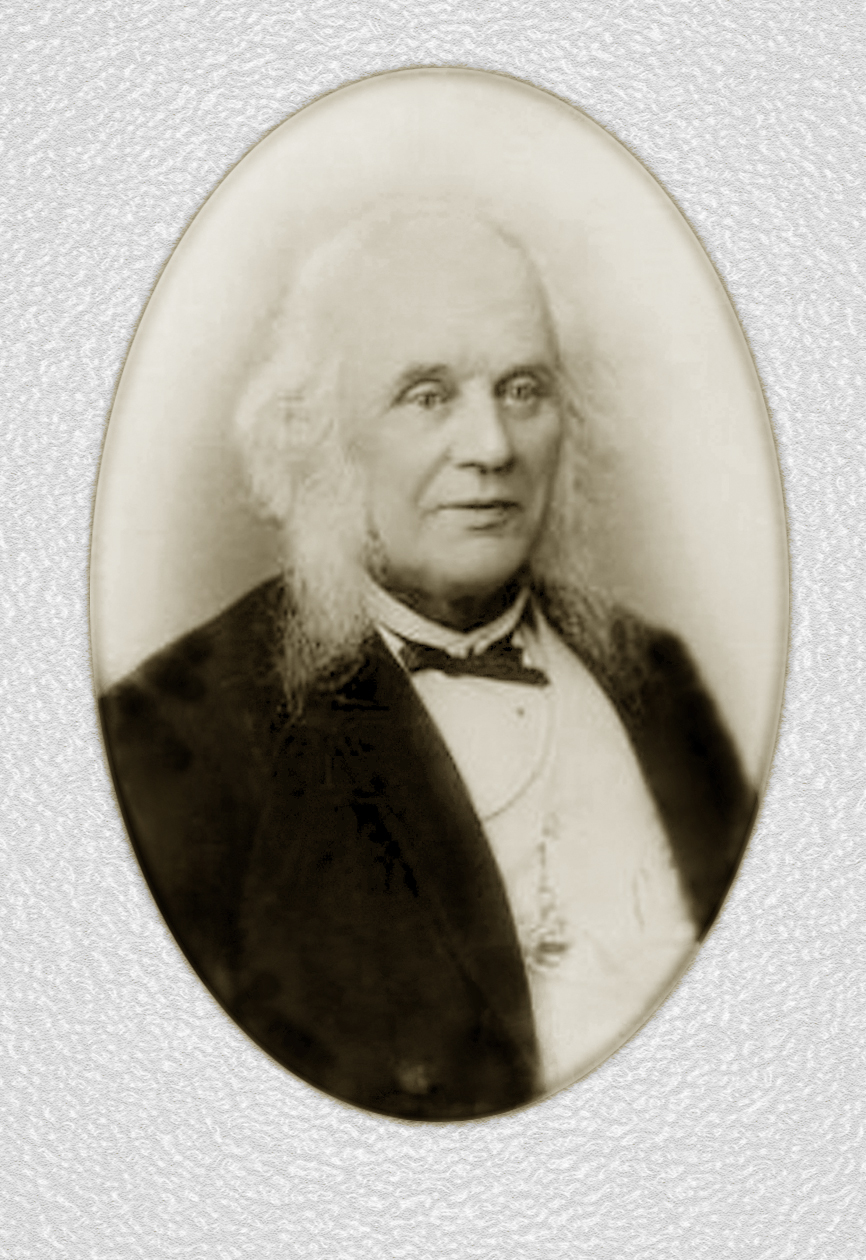
Профессор Л. Э. Шварц.
До 1890 г.

Следующая экспедиция Русского Географического общества, в состав которой вновь был включен Шварц, оказалась продолжением предыдущей и последовала уже в 1853 году. Экспедиция имела целью составление подробной карты Юго-Восточной Сибири, изучение геологического строения и минеральных богатств края. Шварц руководил математическим отделом экспедиции. Первый год ушёл на расчёты, согласования и подготовительные мероприятия. На следующий год, когда собственно и началась экспедиция, астронома Шварца сопровождала его жена — художник Юлия Хаген-Шварц.
По трём рассчитанным Шварцем маршрутам успешно прошли военные топографы: А. Усольцев, И. Орлов и И. Крыжин. По четвёртому с женой шел сам Шварц. С небольшим отрядом они проделали путь в 600 верст в нижнем течении Витима и открыли в верховьях Чары Олёкмо-Чарское плоскогорье. В центральной части Западного Саяна, на правобережье Енисея в 1858 году Щварц открыл пять коротких горных цепей и независимо от А. Ф. Миддендорфа высказал правильное суждение о необходимости разделить Яблоновый и Становой хребты. На основании собранных материалов Шварц составил подробную карту Забайкалья и Амурского края, долгое время служившую единственной основой для дальнейших географических исследований. В дополнение ко всему, прямо из Юго-Восточной Сибири в конце пятидесятых годов Шварц отправился на Сахалин, где принял участие в работе экспедиции, изучавшей остров.
Шестилетняя работа Шварца с тремя помощниками позволила стереть множество белых пятен с карты Восточной Сибири. Общая длина маршрутов составила более 15 тысяч верст. Отчёт экспедиции был опубликован в 1864 году. По её итогам Шварцу была назначена пожизненная пенсия, а Русское географическое общество присудило ему свою высшую награду — Золотую Константиновскую медаль.
17 апреля 1865 года за работы: «Подробный отчет о результатах исследований математического отдела Сибирской экспедиции Императорского Русского Географического общества» и «Карта речных областей Амура, южной Лены и Енисея и острова Сахалина» Российская Императорская Академия наук наградила Шварца полной Демидовской премией в пять тысяч рублей ассигнациями.

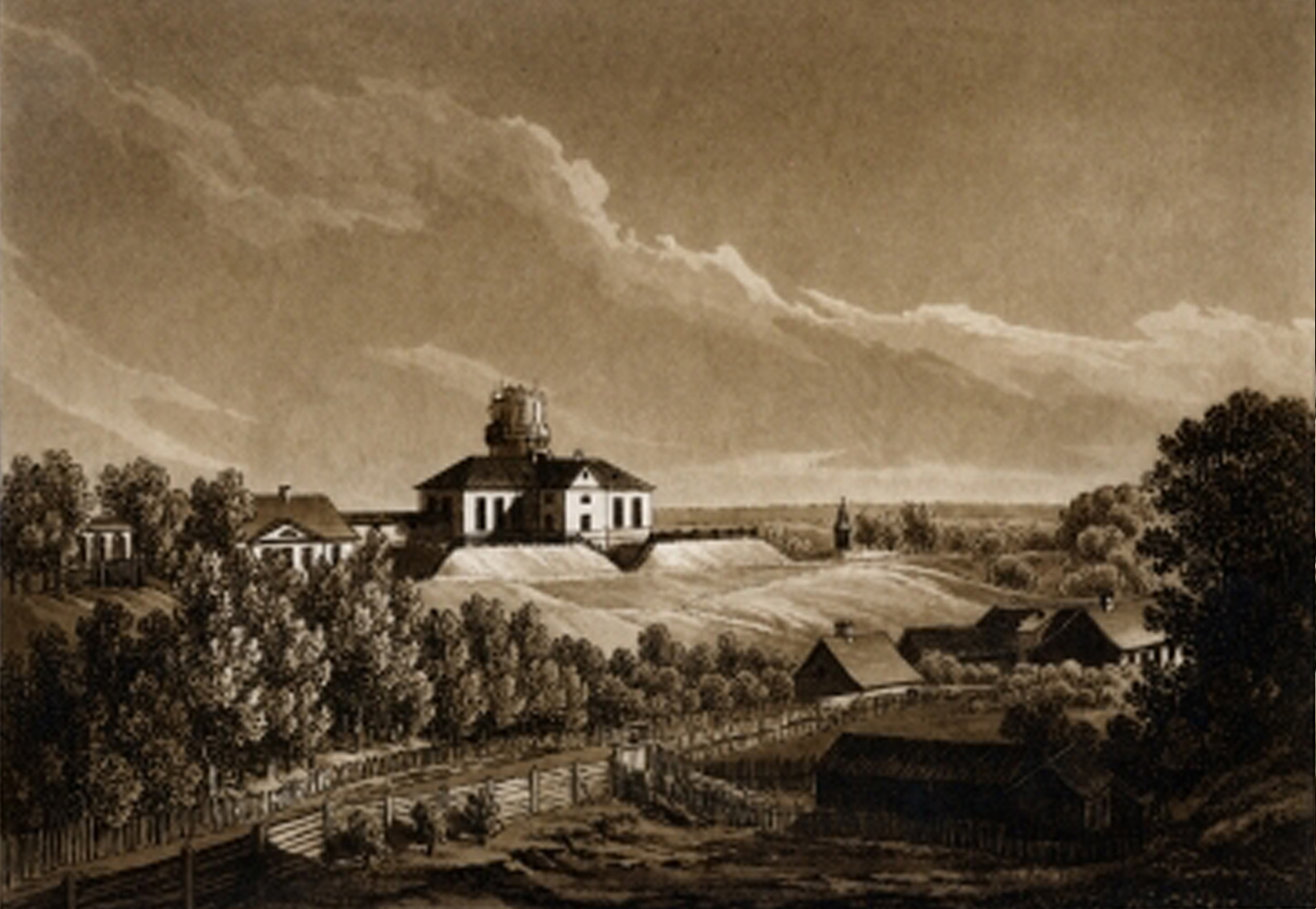
Август Хаген. Обсерватория Дерптского университета.

Вернувшись в Дерпт, Шварц в 1863 году был командирован за границу в качестве министерского стипендиата для подготовки к получению учёной степени; в 1865 году он получил степень магистра; 4 января 1866 года занял должность сначала астронома-наблюдателя Дерптской обсерватории, а затем стал её директором.
В 1871 году получил докторскую степень и с 25 ноября 1872 года был ординарным профессором Дерптского университета.
В отставку он вышел 1 сентября 1894 года и спустя 16 дней, 17 (29) сентября 1894, скончался. Был похоронен на старом лютеранском кладбище Вана-Яани родного Юрьева около тестя — художника Августа Маттиаса Хагена. Через несколько лет рядом была похоронена и его жена и спутница в экспедициях — художник Юлия Гаген-Шварц. Могилы их известны и ухожены.

## Семья
- жена: Юлия Гаген-Шварц.
- тесть: Август Маттиас Хаген.